# Bayerischer Schinder
Der Bayerische Schinder, historisch auch Schinderberg, ist der zweithöchste Gipfel der Schindergruppe in den Tegernseer Bergen im Mangfallgebirge (Bayerische Voralpen). Der Berg liegt auf dem Gebiet der oberbayerischen Gemeinde Rottach-Egern.
Der latschenbewachsene Gratgipfel ist nach Osten durch den Sattel oberhalb des Schindertors von seinem österreichischen Nachbarn, dem Schinder oder Trausnitzberg getrennt. 
Nach Westen verläuft der Grat zum Rotkogel. Ein Teil des Gratverlaufes bildet die deutsch-österreichische Grenze, jedoch liegt der Bayerische Schindergipfel vollständig auf deutschem Gebiet.
Das Gipfelkreuz kann als alpiner Steig durch das Schinderkar oder einfacher von Süden über die Ritzelbergalm erreicht werden.

## Galerie

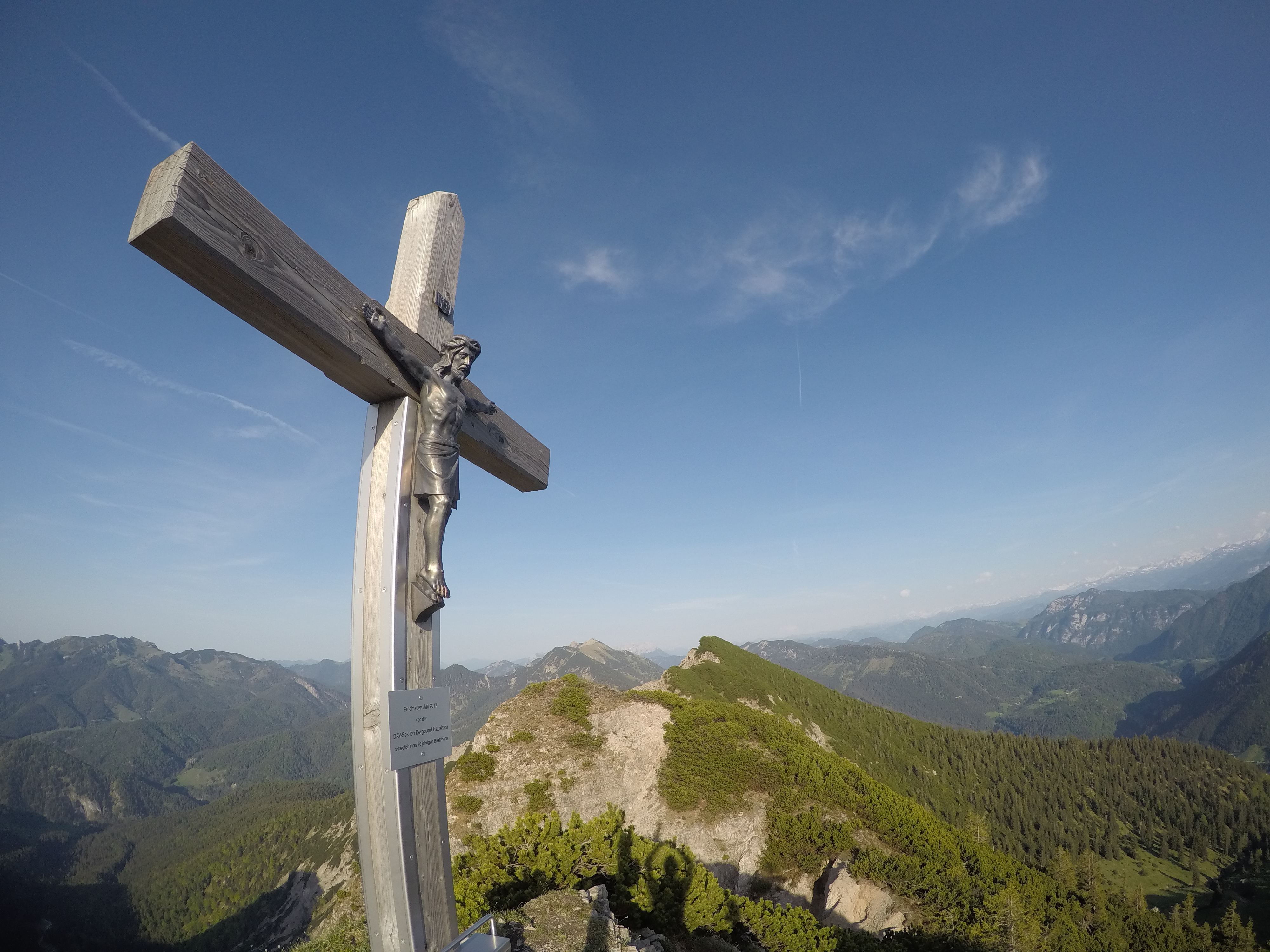
Gipfelkreuz